# Doctrină
Doctrină  (din limba latină doctrina)  are sinonime  „o sumă de învățături” ori „instrucțiuni”, sistem conceptual , principii de învățătură sau teze , precum corpul de învățături din anumit domeniu.
Totalitatea principiilor, a tezelor fundamentale ale unui anumit domeniu.
Cuvântul corespunzător din limba greacă este la baza etimologiei cuvântului catehism. 
Deseori, doctrina implică în mod special dogme religioase, așa cum sunt promulgate de biserică, dar nu numai. Doctrina se poate folosi și cu privire la un principiu de lege, în tradițiile dreptului comun, stabilite prin tradiții sau prin istoria unor decizii trecute, așa cum este doctrina autoapărării.
În domeniul politicii externe, o doctrină este un corp de axiome fundamentale pentru executarea oricărei acțiuni în politica externă a unei națiuni. 
Termenul doctrină se aplică și în cazul stabilirii unor proceduri complexe în timp de război. Exemplul clasic este doctrina tactică prin care se stabilește un set standard de manevre, tipuri de trupe sau de arme pentru declanșarea unui atac sau pentru organizarea apărării. 
Prin doctrină se înțelege și totalitatea principiilor unui anumit sistem de idei și de soluții din domeniul politic.

### Doctrine politice
- Doctrina Monroe
- Doctrina Eisenhower
- Doctrina Truman
- Doctrina Stimson
- Doctrina Brejnev
- Doctrina Stimson
- Doctrina Dulles
- Doctrina MacNamara
- Doctrina Sokolovski
- Doctrina Hallstein
- Doctrina Reagan

### Doctrine militare
- Războiul de tranșee-Primul Război Mondial
- Războiul în adâncime sovietic-Al doilea Război Mondial